# Clifford Barry
Clifford Barry (* 1. Juni 1942 in Montreal; † 21. August 2021) war ein kanadischer Wasserballspieler.

## Karriere
Clifford Barry nahm mit der kanadischen Nationalmannschaft an den Olympischen Spielen 1972 in München und 1976 in Montreal teil. Bei seiner ersten Olympiateilnahme war er Mannschaftskapitän.
Nach seiner Wasserballkarriere wurde Barry Schwimmtrainer. In Waterloo, Ontario trainierte er u. a. Victor Davis und Michael West.